# Bubba Ho-Tep
Bubba Ho-Tep naziv je kratke novele autora Joea R. Lansdalea koja se originalno pojavljuje u antologiji The King Is Dead: Tales of Elvis Post-Mortem (urednika Paula M. Sammona, 1994.), a filmska adaptacija nastala je 2002.  godine. Redatelj, scenarist i producent je Don Coscarelli. Glavne uloge imaju Bruce Campbell kao Elvis Presley/Sebastian Haff, te Ossie Davis kao Jack, crnac koji tvrdi da je John F. Kennedy.
Film je u početku prikazivan samo na manjim festivalima, ali nikada nije izdan u masovnu kino distribuciju, unatoč pohvalama kritke i publike. Do izdavanja na DVD-u već je dobio kultni status, što zbog pozitivnih kritika, nedostupnosti, te dijelom zbog uloge Brucea Campbella.
Iako se glavna radnja vrti oko drevne egipatske mumije koja terorizira starački dom, ujedno je to i film je o starenju i padanju u zaborav u svijetu koji cijeni samo mlade. Cameo ulogu u filmu ima Reggie Bannister, kultni heroj Coscarellijeve serije Phantasm.

## Radnja
Sebastian Haff stanovnik je staračkoga doma Shady Rest, smještenog negdje u istočnom Teksasu. On je nemoćni starac, koji teško hoda zbog ozljede kuka prije 20 godina, te ima problema s potencijom i izraslinu na penisu za koju smatra da je rak. No, Sebastian tvrdi da nije oduvijek bilo tako. Naime, on kaže kako je nekada bio poznat kao nitko drugi nego Kralj rock' n' rolla, Elvis Presley, za kojega svi vjeruju da je mrtav. Kako se onda sada nalazi u zabačenom, ruševnom staračkome domu?
Elvisu je dosadila slava i bogatstvo. Raskalašen život, droge, licemjerstvo, razvod od voljene Priscille te naporan život zvijezde bilo je više no što je mogao podnijeti. Saznao je da u Nacogdochesu, Teksas, živi najbolji i najuvjerljiviji Elvisov imitator, Sebastian Haff. Elvis ga zajedno sa svojim prijateljima odlučuje posjetiti. Potajno sklope dogovor: Elvis i Sebastian zamijenit će svoje uloge. Elvis će Sebastianu prepisati svu imovinu, a sebi će ostaviti tek dovoljno novca za lagodan život, a Sebastian će postati Elvis Presley, Kralj rock' n' rolla. No, ako Elvis ikada zaželi natrag svoj identitet, Sebastian mu ga mora vratiti. Nitko nije ništa posumnjao i sve je teklo po planu. Elvis se napokon osjećao "ponovno živim", odlazeći od grada do grada kao Sebastian Haff, imitirajući samoga sebe. Život slobodan od obaveza i pravi prijatelji bili su ono što je Elvis htio. No, u nesreći u kojoj je izazvao eksploziju svoje kamp prikolice, svoga doma, njegov ugovor sa Sebastianom je izgorio. Ali, kako je on bio potpuno zadovoljan svojim sadašnjim životom, nije pokušavao nikoga uvjeriti u svoj pravi identitet. No, Sebastian Haff je također volio droge i alkohol, što ga je na kraju stajalo života. A pravi Elvis nastavljao je sa svojim nastupima kao imitator, sve dok na jednom od njih nije nesretno pao i slomio kuk. Rana se zagnojila i on je pao u komu iz koje se budi 20 godina kasnije, u staračkome domu Shady Rest.
Jedini koji njegovu priču shvaća ozbiljno jest crnac, starac Jack, koji za sebe tvrdi da je John F. Kennedy. Kaže kako su ga nakon atentata obojali u crno, izvadili mu dio mozga i zamijenili ga s vrećom pijeska, te ga ostavili u ovom staračkom domu. 
Nevolje počinju kada stanovnici doma počinju tajanstveno umirati. Jack, nakon što je i sam skoro postao žrtva, ukazuje Sebastianu na mogućnost da su u igru uključene nadnaravne sile. Daljnjom istragom saznaju sljedeće: Shady Rest napada drevna egipatska mumija obučena u kaubojsku opravu, koja je bila prokleta i zatočena u svome sarkofagu. Mumiju je SAD-u posudila egipatska vlada, a bila je izložena u muzejima diljem zemlje. No, jednom je prilikom ukradena tijekom boravka u Teksasu. Te iste noći, Teksas je pogodila jedna od najstrašnijih oluja u povijesti, a autobus kojega su otmičari vozili, sletio je s mosta u potok koji se nalazi u blizini doma. Sarkofag se razbio, a mumija je oslobođena prokletstva. No, da bi preživjela mora se hraniti dušama koje usisava kroz analni otvor.
Sebastian i Jack shvaćaju da moraju nešto poduzeti, kada nitko ne povjeruje u njihovu priču. Osmisle plan i kreću u konačnu bitku protiv mumije, kojega su nazvali Bubba Ho-Tep (što bi u grubom prijevodu zančilo Mumija seljačina). Tijekom bitke Jack pogine, pa Sebastian mora sam nastaviti borbu. Naposljetku uspijeva uništiti mumiju, ali je i sam smrtno ranjen. No, osjeća se sretnim i ispunjenim, jer su Jack i on spasili duše mnogih dobrih ljudi. Na nebu se pojavljuje natpis "All is well" (Sve je u redu); Sebastianove zadnje riječi su klasične Elvisove: "Thank you, thank you very much." (Hvala, mnogo vam hvala.).

## O filmu
U filmu nikada nije jasno rečeno je li Sebastian uistinu Elvis, a Jack zapravo JFK, već je izbor ostavljen gledatelju da sam prosudi.
Iako je glavna radnja filma borba između mumije protiv Sebastiana i Jacka, film je zapravo topla drama o starenju i padu u zaborav u svijetu koji poštuje i divi se samo mladima. Većina filma odvija se preko Sebastianovih/Elvisovih monologa, u kojima se prisjeća svoje prošlosti i slave. Žali za svojom ženom Priscillom, te kćeri koju nikada nije vidio. Razmišlja o tome što je mogao promijeniti te što bi učinio kada bi dobio drugu priliku.
Glazbu za film napisao je Bryan Tyler, a sastoji se većinom od instrumentalnih rock kompozicija.

## Zanimljivosti
Iako je Elvis glavni lik, niti jedna skladba koja se u filmu pojavljuje nije Elvisova. Naime, prava za korištenje samo jedne Elvisove pjesme koštala su oko $250,000, dakle pola filmskog budžeta. Dalje, Sebastian u jednoj sceni upali TV prijemnik na kojemu se prikazuje maraton Elvisovih filmova. No, niti jedna prikazana scena ne pripada nekom Elvisovom filmu, zbog istog razloga iz kojega nisu korištene njegove pjesme - premalenog budžeta. 
Većina filma snimljena je u jednoj napuštenoj bolnici za ratne veterane u Los Angelesu. Za interijere doma Shady Rest upotrijebljena su tri hodnika u dotičnoj ustanovi.
Za snimanje scena s Elvisovih koncerata, unajmljeno je oko 100 statista. No, do kraja snimanja većina je napustila set, te je ostalo svega njih desetak, što je stvaralo dodatne probleme redatelju, jer je morao odabrati određeni kut kamere iz kojega bi se naizgled činilo da je na koncertu masa ljudi.
KNB Effects izradili su kostim Bubbe Ho-Tepa za vrlo nisku cijenu, naplativši samo materijal, kao uslugu redatelju Donu Coscarelliju.

## Nagrade
Originalna novela Joea R. Landsdalea nominrana je za nagradu Bram Stocker Award, dok je scenarij za film osvojio dotičnu nagradu 2003. godine. Film je osvojio nagardu za najbolji scenarij i najboljeg glumca na U.S. Comedy Arts filmskom festivalu. Također je bio u službenoj selekciji na međunarodnim filmskim festivalima u Torontu i Hong Kongu.

## Bubba Nosferatu
Na kraju odjavne špice pojavljuje se natpis Elvis returns in Bubba Nosferatu: Curse of the She-Vampires, starring Sebastian Haff. Iako je Don Coscarelli izjavio da je to samo šala, reakcija obožavatelja je bila vrlo pozitivna, te se počelo ozbiljno razmatrati o snimanju dotičnog nastavka Bubbe Ho-Tepa. Radnja nastavka odvijala bi se prije događaja opisanih u Bubba Ho-Tepu, na snimanju jednoga Elvisova filma u Louisiani, gdje ga napadnu vampiri. Iako film još nije ušao u produkcijsku fazu, Paul Giammati će navodno igrati ulogu pukovnika Parkera. Scenaristi su Don Coscarelli i Joe R. Landsdale, a film će režirati Don Coscarelli. Nije potvrđeno hoće li Bruce Campbell reprizirati ulogu Elvisa.

## Vanjske poveznice
- Službena stranica
- Bubba Ho-Tep u internetskoj bazi filmova IMDb-a
- Stranica Joea R. Lansdalea